# Daniel Teklehaimanot
Daniel Teklehaimanot Girmazion (amarico: ዳንኤል ተክለሃይማኖት ግርማጽዮን; Debarwa, 10 novembre 1988) è un ciclista su strada eritreo, attivo come Elite dal 2010 e vincitore di cinque titoli africani individuali, uno in linea e quattro a cronometro.

## Carriera
Daniel Teklehaimanot conseguì la prima vittoria nel circuito UCI Africa Tour nel 2007, quando si impose nella sesta tappa del Tour de l'Érythrée. L'anno successivo diventò campione d'Eritrea su strada e, alla fine della stagione, anche campione africano nella cronometro under-23 (fu secondo nella prova in linea). Negli ultimi mesi del 2008, la squadra polacca Amore & Vita-McDonald's gli offrì un posto da stagista, ma dovette rifiutare a causa di problemi con la federazione eritrea.
Nel 2009 partecipò al Tour de l'Avenir con la squadra mista del Centre Mondial du Cyclisme, terminando sesto. L'anno dopo vinse una tappa alla Coupe des Nations Ville de Saguenay, gara valida per la Coppa delle Nazioni U23; prese quindi parte nuovamente al Tour de l'Avenir, ma pur essendo tra i favoriti per il successo finale dovette ritirarsi durante la sesta tappa. Nel finale di stagione gareggiò come stagista per il Cervélo TestTeam. In novembre riuscì a vincere i cinque titoli dei campionati africani – in linea e a cronometro sia Under-23 che Elite e la cronosquadre – e successivamente ad aggiudicarsi il Tour du Rwanda. Nel 2011 ottiene altri due titoli continentali, a cronometro e nella cronometro a squadre, oltre al secondo posto (alle spalle del marocchino Adil Jelloul) nella classifica finale del circuito UCI Africa Tour.
Nel 2012 debutta ufficialmente da professionista tra le file della neonata formazione World Tour australiana Orica-GreenEDGE. In quella stagione partecipa alla prova in linea dei Giochi olimpici di Londra, classificandosi 73º; partecipa e porta a termine poi la Vuelta a España. Nel 2013, sempre tra le file dell'Orica-GreenEDGE, ottiene il primo successo da professionista in Europa, aggiudicandosi la Prueba Villafranca de Ordizia in Spagna.
Per la stagione 2014 gareggia tra le file della MTN-Qhubeka, formazione sudafricana con licenza Professional Continental. Durante l'anno partecipa alla Vuelta a España, concludendola al 47º posto. Nel 2015 vince il titolo nazionale a cronometro, e conquista la classifica scalatori al Critérium du Dauphiné. Al seguente Tour de France conquista la maglia a pois di leader della classifica scalatori al termine della sesta tappa: è il primo ciclista africano ad indossarla. Porta tale maglia per cinque giorni, e conclude la corsa al 49º posto.
Partecipa al Giro d'Italia 2017, suo debutto nella "corsa rosa", vestendo la maglia blu di capoclassifica dei Gran premi della montagna durante la seconda e terza tappa. Nel 2018 si accasa nella squadra francese Cofidis, ma a fine stagione non viene confermato.

## Palmarès
- 2007 (dilettanti)

6ª tappa Tour de l'Érythrée
- 2008 (dilettanti)

Campionati africani, Prova a cronometro Under-23 (con la Nazionale eritrea)
Campionati eritrei, Prova in linea
- 2009 (Centre Mondial du Cyclisme)

1ª tappa Tour de l'Érythrée
3ª tappa Tour de l'Érythrée
- 2010 (Centre Mondial du Cyclisme)

Campionati africani, Prova in linea Under-23 (con la Nazionale eritrea)
Campionati africani, Prova a cronometro Under-23 (con la Nazionale eritrea)
Campionati africani, Prova in linea (con la Nazionale eritrea)
Campionati africani, Prova a cronometro (con la Nazionale eritrea)
2ª tappa Coupe des Nations Ville de Saguenay
2ª tappa Tour du Rwanda
Classifica generale Tour du Rwanda
- 2011 (Centre Mondial du Cyclisme)

4ª tappa La Tropicale Amissa Bongo (Lambaréné)
1ª tappa Kwita Izina Cycling Tour
2ª tappa Kwita Izina Cycling Tour
3ª tappa Kwita Izina Cycling Tour
Classifica generale Kwita Izina Cycling Tour
Campionati eritrei, Prova a cronometro
5ª tappa Tour d'Algérie
Campionati africani, Prova a cronometro (con la Nazionale eritrea)
- 2012 (GreenEDGE, tre vittorie)

Campionati eritrei, Prova in linea
Campionati eritrei, Prova a cronometro
Campionati africani, Prova a cronometro (con la Nazionale eritrea)
- 2013 (Orica-GreenEDGE, due vittorie)

Prueba Villafranca de Ordizia
Campionati africani, Prova a cronometro (con la Nazionale eritrea)
- 2015 (MTN-Qhubeka, una vittoria)

Campionati eritrei, Prova a cronometro
- 2016 (Team Dimension Data, due vittorie)

Campionati eritrei, Prova in linea
Campionati eritrei, Prova a cronometro
- 2018 (Cofidis, Solutions Crédits, una vittoria)

Campionati eritrei, Prova a cronometro

### Altri successi
- 2010 (Centre Mondial du Cyclisme)

Campionati africani, Cronometro a squadre (con la Nazionale eritrea)
- 2011 (Centre Mondial du Cyclisme)

Campionati africani, Cronometro a squadre (con la Nazionale eritrea)
- 2012 (GreenEDGE)

Campionati africani, Cronometro a squadre (con la Nazionale eritrea)
- 2013 (Orica-GreenEDGE)

Campionati africani, Cronometro a squadre (con la Nazionale eritrea)
- 2015 (MTN-Qhubeka)

Campionati africani, Cronometro a squadre (con la Nazionale eritrea)
Classifica scalatori Critérium du Dauphiné
- 2016 (Team Dimension Data)

Classifica scalatori Critérium du Dauphiné
- 2017 (Team Dimension Data)

Classifica Traguardi Volanti Giro d'Italia

## Piazzamenti

### Grandi Giri
- Giro d'Italia

2017: 111º
- Tour de France

2015: 49º
2016: 85º
- Vuelta a España

2012: 146º
2014: 47º

### Classiche monumento
- Milano-Sanremo

2014: ritirato
2018: 163º
- Liegi-Bastogne-Liegi

2014: 125º
2015: ritirato
2016: ritirato
- Giro di Lombardia

2013: ritirato

### Competizioni mondiali
- Campionati del mondo

Mendrisio 2009 - In linea Under-23: 50º
Mendrisio 2009 - Cronometro Under-23: 50º
Melbourne 2010 - In linea Under-23: 61º
Copenaghen 2011 - In linea Elite: 143º
Toscana 2013 - Cronometro Elite: 54º
Toscana 2013 - In linea Elite: ritirato
Doha 2016 - In linea Elite: ritirato
Innsbruck 2018 - Cronometro Elite: non partito
Yorkshire 2019 - In linea Elite: ritirato
- Giochi olimpici

Londra 2012 - In linea: 73º
Rio de Janeiro 2016 - In linea: 43º